# Diaguita

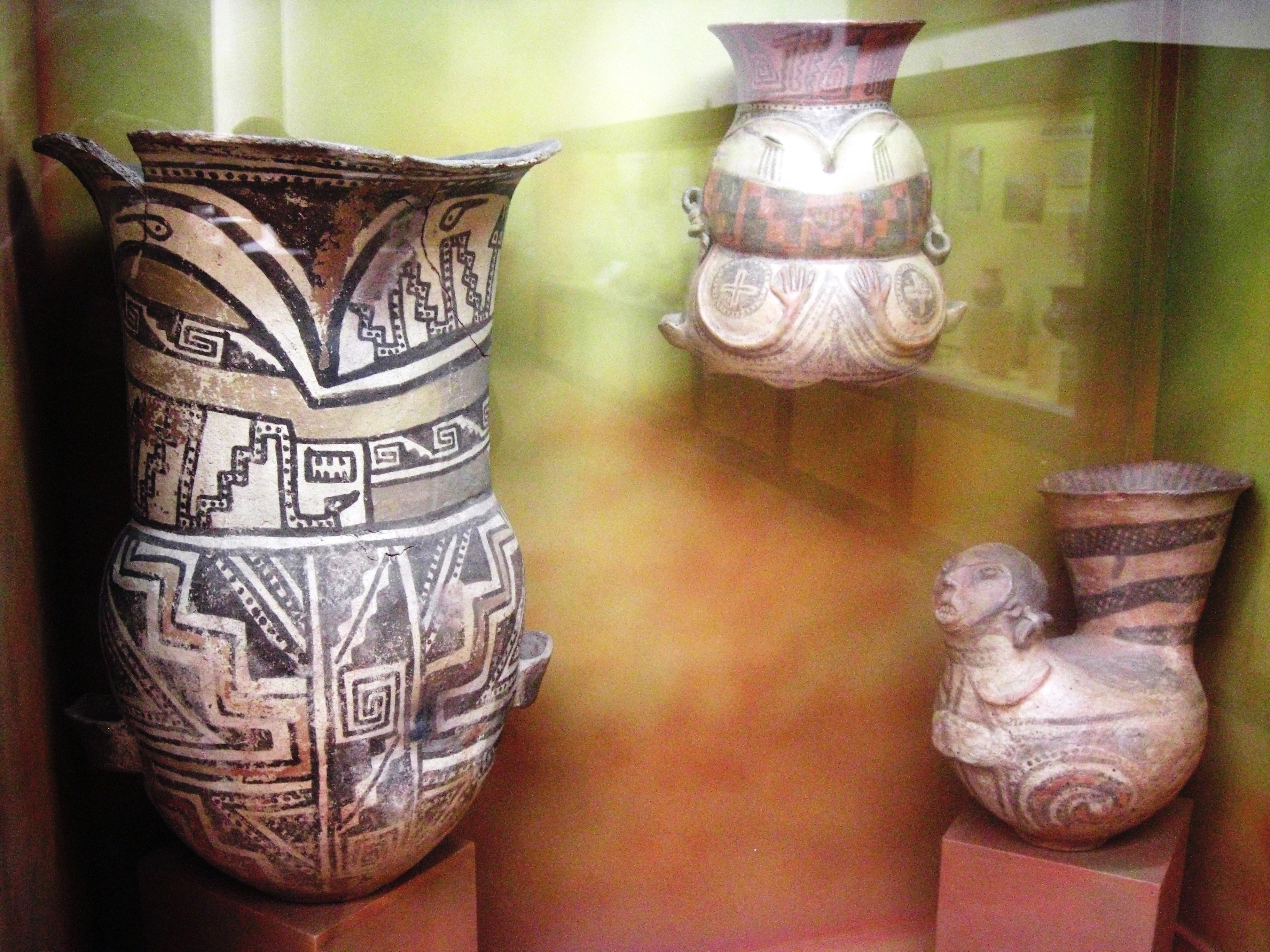
Keramik der Diaguitas aus den Valles Calchaquíes im Museo de La Plata

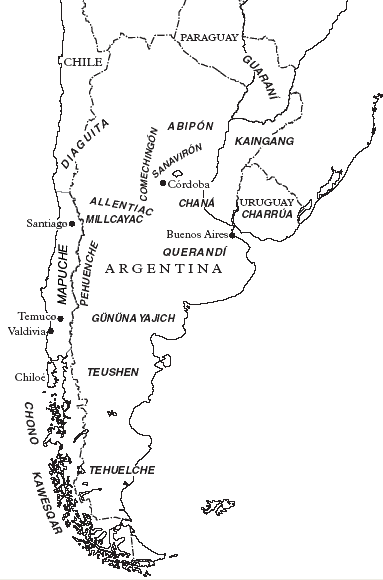
Karte der Verteilung der indigenen Sprachen in der Zeit der spanischen Okkupation.

Das Volk der Diaguitas besiedelte ab 850 das Territorium im Kleinen Norden von Chile und der Región Noroeste Argentino, südlich vom Volk der Atacameños, zwischen den Flüssen Copiapó und Choapa. Während die Diaguita-Kultur in Chile im 16. Jahrhundert unterging, bezeichneten sich in Argentinien bei der Volkszählung 2001 noch über 30.000 Personen als den Diaguitas zugehörig.
Die Diaguitas waren traditionell sesshaft, siedelten in Dörfern und betrieben Viehzucht und Ackerbau. Ihre Felder legten sie in Terrassen an, die sie über Kanäle bewässerten. Sie bauten Mais, Bohnen, Quinoa und Kürbisse an. Mit den am Pazifik wohnenden Changos pflegten sie einen regen Austausch von Waren. Als Transportmittel benutzten sie das Lama. Von den Changos erhielten die Diaguitas unter anderem Guano als Düngemittel für ihre Felder. Keine andere Kultur in Chile hat einen solchen Grad an Perfektion in der Keramikkunst erreicht wie die Diaguitas. Gold, Silber und Kupfer wurden zu Waffen, Schmuck und anderen Utensilien verarbeitet.
Ihre Sprache Cacán, die auch von den Calchaquíes gesprochen wurde, war zu Beginn des 18. Jahrhunderts ausgestorben; deren Verwandtschaft mit anderen Sprachen ist ungeklärt. Man vermutet, dass der Jesuit Alonso de Bárcena (1528–1598) die Sprache dokumentierte, die Aufzeichnungen scheinen jedoch verloren zu sein.
Am 12. Oktober 2009 wurde der Menschenrechtler und Diaguita-Häuptling von Chuschagasta, Javier Chocobar, in einer Siedlung der Diaguita in Trancas erschossen. Anlass des Mordes war ein argentinisches Gesetz (Ley 26.160 aus dem Jahr 2006), das die Gebietsansprüche der Diaguita in Chuschagasta festschreibt.